# Rafael Ramón Conde Alfonzo
Rafael Ramón Conde Alfonzo (ur. 13 lipca 1943 w Caracas, zm. 10 grudnia 2020 w Maracay) – wenezuelski duchowny rzymskokatolicki, w latach 2008–2019 biskup Maracay.

## Życiorys
Święcenia kapłańskie otrzymał 8 grudnia 1968. Pracował przede wszystkim jako kanclerz kurii archidiecezji Caracas oraz jako notariusz miejscowego sądu biskupiego.
2 grudnia 1995 został prekonizowany biskupem pomocniczym Caracas ze stolicą tytularną Bapara. Sakry biskupiej udzielił mu w bazylice watykańskiej papież Jan Paweł II.
21 sierpnia 1997 otrzymał nominację na koadiutora diecezji La Guaira, zaś 18 marca 1999 został przesieniony na urząd biskupa Margarity. 12 lutego 2008 papież Benedykt XVI mianował go biskupem Maracay.
17 lipca 2019 przeszedł na emeryturę.